# Bezzia chrysolopha
Bezzia chrysolopha är en tvåvingeart som beskrevs av Jean-Jacques Kieffer 1912. Bezzia chrysolopha ingår i släktet Bezzia och familjen svidknott.
Artens utbredningsområde är Taiwan. Inga underarter finns listade i Catalogue of Life.